# Santuk
Santuk là một huyện (srok) thuộc tỉnh Kampong Thom ở miền trung Campuchia. Theo thống kê năm 1998, huyện có dân số là 58.434 người.